# Chersotis cyrnea
Chersotis cyrnea là một loài bướm đêm trong họ Noctuidae.